# Castello di Wakayama
Il castello di Wakayama (和歌山城, Wakayama-jō), si trova a Wakayama, nella prefettura di Wakayama, Giappone, allo sbocco del fiume Kii.

## Storia
Originariamente chiamato Ōta, casa del Saiga Ikki, fu conquistato da Toyotomi Hideyoshi nel 1585, durante l'assedio di Negoroji; molti monaci provenienti da Negoroji trovarono rifugio ad Ōta, che fu presto distrutto da un'alluvione.
Hideyoshi ordinò la costruzione di alcune dighe su tre lati del castello, incanalando l'acqua piovana e impedendo al fiume di rovinare il castello.
Non appena la fame entrò in Ōta, i samurai, i monaci e i paesani al suo interno si arresero, ma cinquanta monaci guerrieri condussero una carica finale contro l'armata di Hideyoshi, suicidandosi onorevolmente.

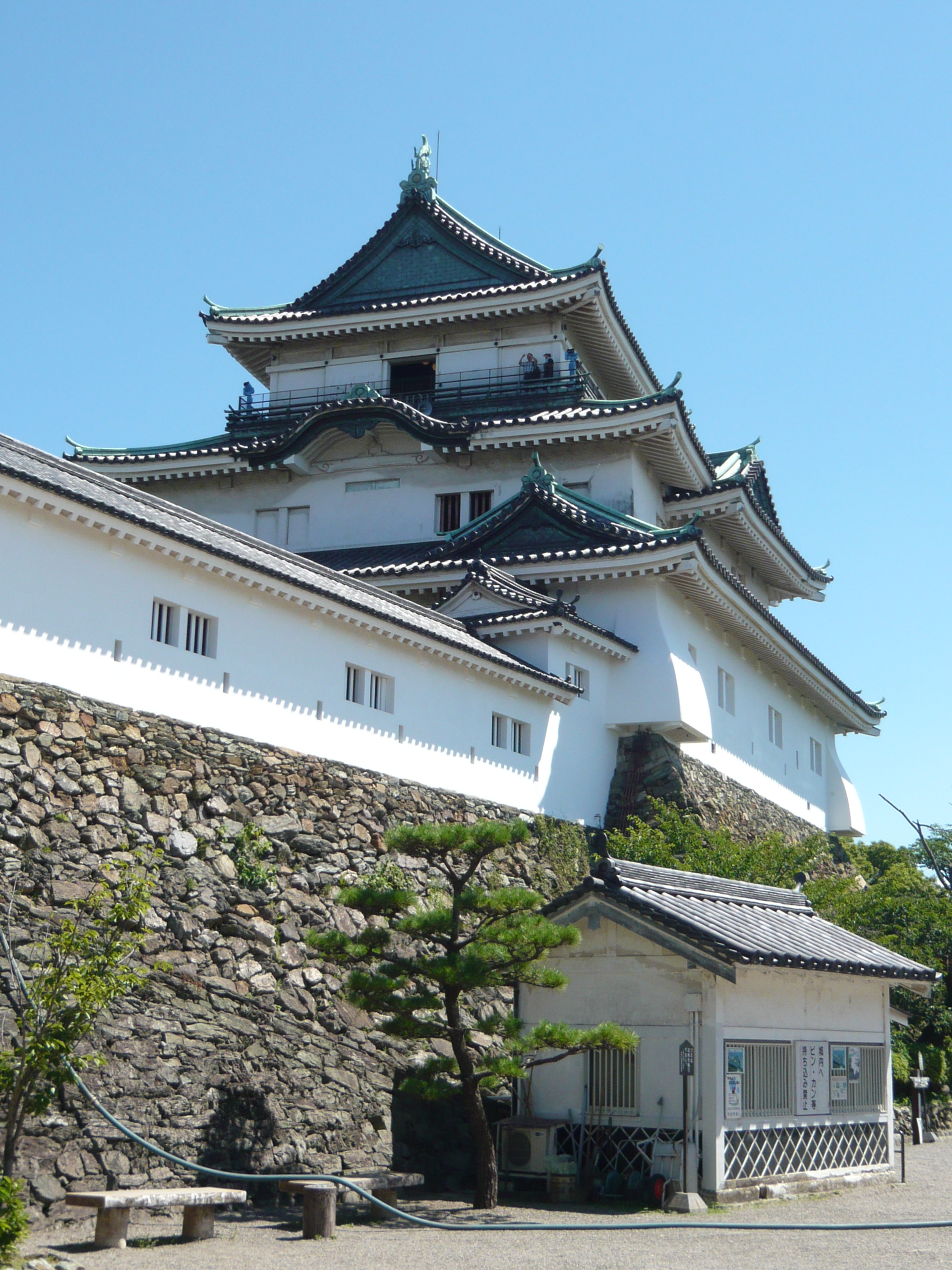
Tenshu del castello

Ōta fu ricostruito come un tempio per la branca Shinshu del buddhismo giapponese, separandolo dal suo passato di casa di monaci guerrieri. Il castello Wakayama fu quindi costruito nello stesso luogo, sotto la supervisione del fratello di Hideyoshi, Toyotomi Hidenaga, con la partecipazione di Tōdō Takatora. Asano Yoshinaga arrivò nel 1600 per prestarvi servizio come signore feudale, sotto Tokugawa Ieyasu. Il castello fu in seguito attaccato, nel 1615, da forze fedeli a Toyotomi Hideyori, che stavano cercando di porre fine all'assedio di Osaka.
Nell'estate del 1615, parte della guarnigione di Osaka lasciò la città, attaccando di sorpresa molti elementi delle forze di Tokugawa. Shigemasa Awawa, Ban Naoyuki e Okabe Noritsuna condussero parte della guarnigione all'attacco del castello di Wakayama, a quel tempo controllato da Asano Nagaakira. Avevano con loro 3.000 uomini, ma la guarnigione del castello era composta da 5.000 uomini. Gli uomini di Asano lasciarono il castello per incontrare le forze d'Occidente (Toyotomi) in quella che poi divenne la battaglia di Kashii. Awawa e Naoyuki furono uccisi mentre Okabe fu obbligato a ripiegare verso Osaka.
L'aspetto corrente del castello è il risultato delle ristrutturazioni fatte da Tokugawa Yorinobu, decimo figlio di Tokugawa Ieyasu, nei primi anni del diciassettesimo secolo.
Alla fine del periodo Edo, nel 1867, la struttura feudale crollò, ed il castello di Wakayama fu aperto al pubblico per la prima volta.
Il castello fu distrutto da bombardamenti alleati durante la seconda guerra mondiale, ma fu ricostruito nel 1958 ed è aperto al pubblico come simbolo della città e luogo di interesse storico.